# 15076 Joellewis
15076 Joellewis eller 1999 BL25 är en asteroid i huvudbältet som upptäcktes den 18 januari 1999 av LINEAR i Socorro County, New Mexico. Den är uppkallad efter Joel Brewster Lewis.
Asteroiden har en diameter på ungefär 4 kilometer.